# Ixil (volk)
De Ixil zijn een Mayavolk woonachtig in Guatemala. Er zijn ongeveer 80.000 Ixil in Guatemala.
Het leefgebied van de Ixil staat bekend als de Ixildriehoek, in het Cuchumatanesgebergte in het westen van Guatemala, in de plaatsen Santa María Nebaj, San Juan Cotzal en San Gaspar Chajul. Zij zijn een van de Mayavolkeren die het sterkste aan hun cultuur zijn blijven vasthouden. De meeste Ixil spreken dan ook geen Spaans en zijn herkenbaar om hun klederdracht. Mede hieraan is te wijten dat zij tijdens de Guatemalteekse Burgeroorlog en Genocide het zwaarst getroffen van de Mayavolkeren waren; in vrijwel al hun dorpen hebben moordpartijen plaatsgevonden.
Achi · Acateken · Aguacateken · Chuj · Garifuna · Ch'orti' · Itza · Ixil · Jacalteken · K'iche' · Kaqchikel · Lacandón · Mam · Mopan · Poqomam · Poqomchi' · Q'anjob'al · Q'eqchi' · Sacapulteken · Sipakapense · Tectiteken · Tz'utujil · Uspanteken · Xinka